# Eudistoma modestum
Eudistoma modestum is een zakpijpensoort uit de familie van de Polycitoridae. De wetenschappelijke naam van de soort is voor het eerst geldig gepubliceerd in 1898 door Sluiter.